# Les Deux Saints Ewald
 (octobre 2023).
La mise en forme du texte ne suit pas les recommandations de Wikipédia : il faut le « wikifier ».
Les points d'amélioration suivants sont les cas les plus fréquents. Le détail des points à revoir est peut-être précisé sur la page de discussion.
- Les titres sont pré-formatés par le logiciel. Ils ne sont ni en capitales, ni en gras.
- Le texte ne doit pas être écrit en capitales (les noms de famille non plus), ni en gras, ni en italique, ni en « petit »…
- Le gras n'est utilisé que pour surligner le titre de l'article dans l'introduction, une seule fois.
- L'italique est rarement utilisé : mots en langue étrangère, titres d'œuvres, noms de bateaux, etc.
- Les citations ne sont pas en italique mais en corps de texte normal. Elles sont entourées par des guillemets français : « et ».
- Les listes à puces sont à éviter, des paragraphes rédigés étant largement préférés. Les tableaux sont à réserver à la présentation de données structurées (résultats, etc.).
- Les appels de note de bas de page (petits chiffres en exposant, introduits par l'outil «  Source ») sont à placer entre la fin de phrase et le point final[comme ça].
- Les liens internes (vers d'autres articles de Wikipédia) sont à choisir avec parcimonie. Créez des liens vers des articles approfondissant le sujet. Les termes génériques sans rapport avec le sujet sont à éviter, ainsi que les répétitions de liens vers un même terme.
- Les liens externes sont à placer uniquement dans une section « Liens externes », à la fin de l'article. Ces liens sont à choisir avec parcimonie suivant les règles définies. Si un lien sert de source à l'article, son insertion dans le texte est à faire par les notes de bas de page.
- La présentation des références doit suivre les conventions bibliographiques. Il est recommandé d'utiliser les modèles {{Ouvrage}}, {{Chapitre}}, {{Article}}, {{Lien web}} et/ou {{Bibliographie}}. Le mode d'édition visuel peut mettre en forme automatiquement les références.
- Insérer une infobox (cadre d'informations à droite) n'est pas obligatoire pour parachever la mise en page.

Pour une aide détaillée, merci de consulter Aide:Wikification.
Si vous pensez que ces points ont été résolus, vous pouvez retirer ce bandeau et améliorer la mise en forme d'un autre article.
Les Deux Ewald (Ewaldi ou Hewald), également connus sous le nom de Saint Ewald le Brun et Saint Ewald le Blond, sont des martyrs chrétiens du VIIe siècle vénérés en Vieille-Saxe, une région qui correspond en grande partie à la Westphalie moderne.
Moines bénédictins, ils partent évangéliser les populations de Germanie en 690, et meurent martyrs chez les Saxons en 695. Considérés comme martyrs et saints dans l'Église catholique, ils sont les patrons de la région de la Westphalie. Leur fête commune est célébrée le 3 octobre (ou localement le 12 octobre) dans le martyrologe romain.
Les deux frères sont différentiés par leurs contemporains en fonction de leur couleur de cheveux : l'un est blond, l'autre brun, ce qui donne comme appellation Ewald le blond et Ewald le brun ou Ewald le blanc et Ewald le noir, suivant les sources,.

## Histoire

### De la Northumbrie à la Germanie
Ewald le Blond et Ewald le Brun étaient deux frères originaires de Northumbrie, en Angleterre. Les deux frères sont différentiés par leurs contemporains en fonction de leur couleur de cheveux : l'un est blond, l'autre brun, ce qui donne comme appellation Ewald le blond et Ewald le brun ou Ewald le blanc et Ewald le noir, suivant les sources,,.
Tous deux deviennent moines bénédictins en Irlande et étudient de longues années avant de partir en mission d'évangélisation avec saint Willibrord auprès du peuple des Frisons (sur le continent). Ewald le Brun était le plus érudit des deux, tandis qu'Ewald le Blond était plutôt renommé pour sa sainteté de vie.
Il semble qu'ils aient été en contact avec saint Willibrord, qui venait aussi de Northumbrie avant de devenir l'apôtre évangélisateur de la Frise. Ils auraient partagé le même zèle que Willibrord pour la conversion des Germains. Certaines sources les comptent même parmi les onze compagnons du saint. Il est cependant plus probable qu'ils aient quitté l'Angleterre après le départ de saint Willibrord.
L'histoire de ces deux saints est connue par les écrits de saint Bède le Vénérable qui leur compose un éloge funèbre. Ce texte sera ensuite repris par différents historiens et hagiographes (tels que Florus de Lyon, Usuard, Raban Maur ou Cesare Baronio .

### Le martyre des deux Ewald

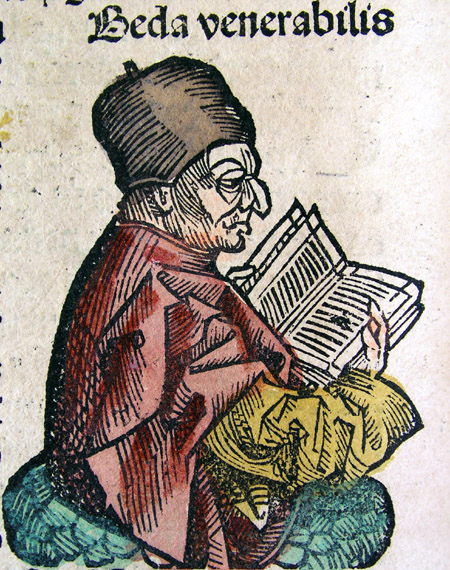
Bède le Vénérable (672-735), premier hagiographe des deux moines.

Leur mission débuta vers 690. Leur champ d'action se situait dans la région des anciens Saxons, qui fait aujourd'hui partie de la Westphalie et est couverte par les diocèses de Münster, Osnabrück et Paderborn. En 695, Willibrord envoie les deux frères en direction d'un autre peuple de Germanie : les Saxons. 

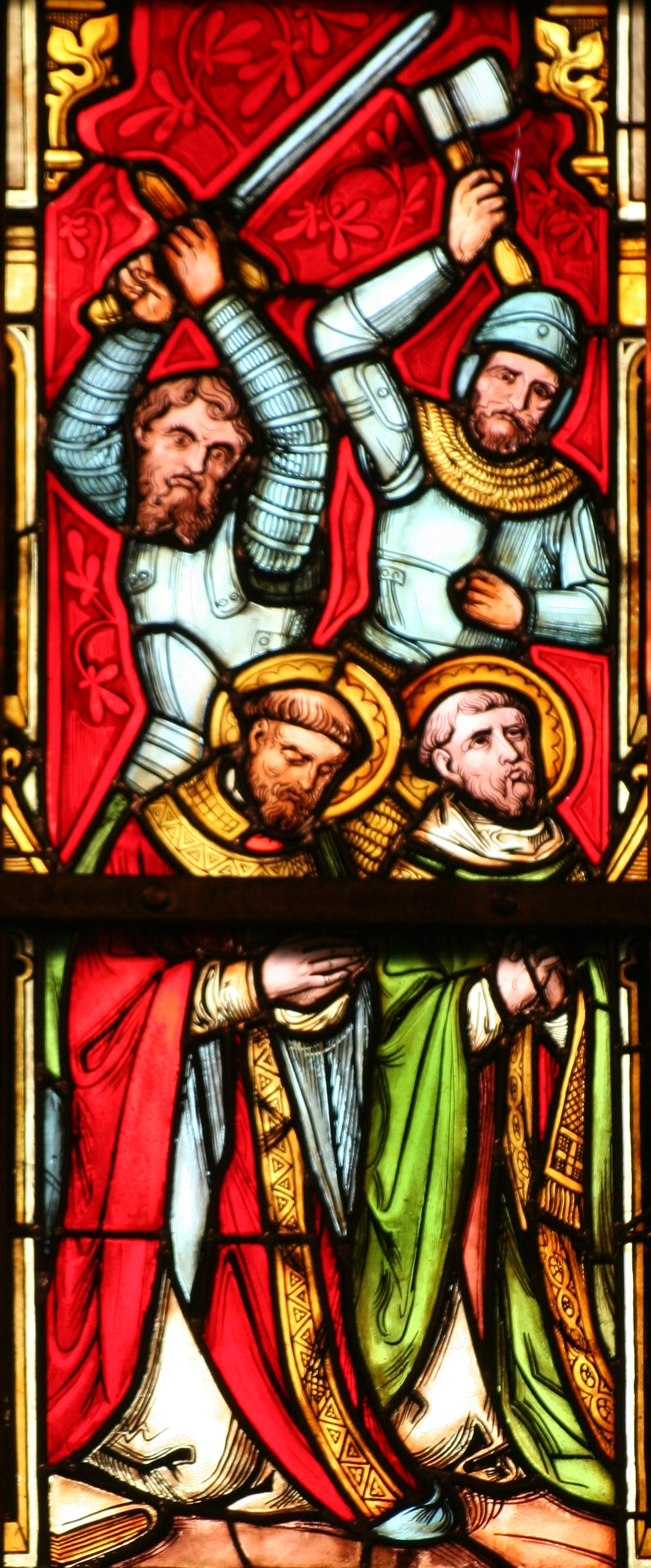
Vitrail du martyre des saints Ewald.

Arrivés sur place, les frères demandent à rencontrer le chef du clan (ou ealdorman). Selon Bède le Vénérable : « Les anciens Saxons n'avaient pas de roi, mais ils étaient gouvernés par plusieurs échevins (ealdormen) qui, en temps de guerre, tirent au sort les chefs, mais qui, en temps de paix, sont égaux en pouvoir. »
Le chef de clan accueillit les deux invités pendant plusieurs jours et promit de les conduire chez le comte, car ils avaient l'intention de le convertir et affirmaient avoir un message d'une grande importance à lui délivrer. Cependant, les Saxons païens, témoins de l'activité évangélique des deux Ewald, commencèrent à soupçonner qu'ils convertissent leur seigneur pour détruire leurs temples païens. Une révolte s'ensuivit et les deux prêtres furent rapidement capturés. Ewald le Blond fut tué par l'épée, tandis qu'Ewald le Brun fut torturé et démembré, membre par membre, après quoi leurs corps furent jetés dans le Rhin,,.
Lors de l'arrivée du comte pour rencontrer les deux moines, il découvre leur mise à mort. Le comte ordonne que les meurtriers soient exécutés, et il fait brûler le village,,.
Ce martyre se serait produit le 3 octobre à Aplerbeck, aujourd'hui un quartier de Dortmund, où subsiste encore une chapelle à leur nom. Lorsque le comte apprit ce qui s'était passé, il se mit en colère et craignit des représailles, punissant les meurtriers en les mettant à mort et en incendiant leurs villages.
Les sources chrétiennes rapportent divers miracles survenus après la mort des deux Ewald, notamment que leurs corps martyrs auraient été transportés miraculeusement à contre-courant sur une distance de soixante kilomètres, jusqu'à l'endroit où se trouvaient leurs compagnons.
L'Encyclopédie catholique nous raconte que, pendant que leurs cadavres étaient transportés sur le Rhin, "une lumière céleste, telle une colonne de feu, fut observée au-dessus d'eux." De plus, l'un des martyrs serait apparu en vision au moine Saint Théau de Solignac (un compagnon des Ewald), lui indiquant l'endroit où les corps seraient retrouvés : "l'endroit se trouve là où tu verras une colonne de lumière montant du sol vers le ciel". Saint Théau de Solignac aurait présidé les funérailles des deux frères.

### Héritage

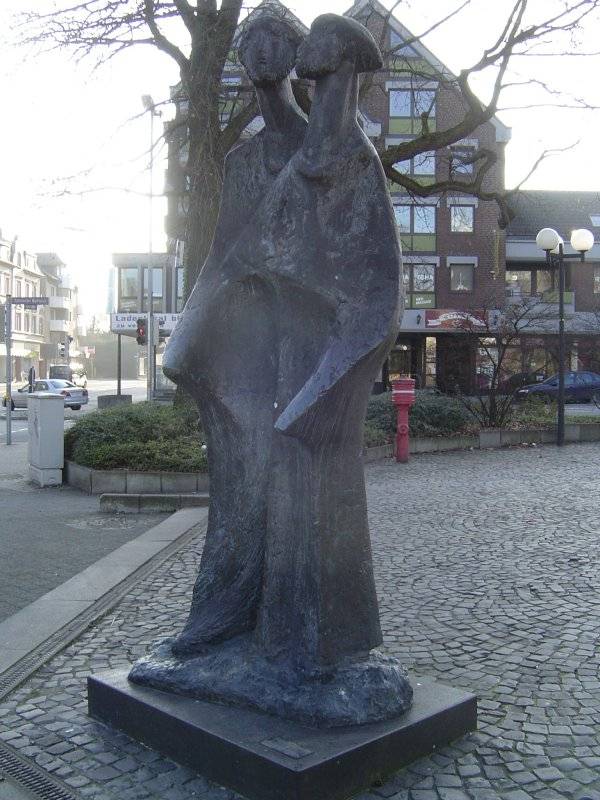
Monument des deux Ewald debout à Dortmund-Aplerbeck, Allemagne

Après leur mort, la mémoire des deux Ewald fut célébrée tous les ans dans cette région, le 3 octobre, et une source d'eau aurait jailli à l'endroit du martyre.
La datation exacte de cet événement est une tâche difficile, mais on estime généralement qu'il s'est déroulé entre 691 et 693. Concernant le lieu du martyre, les sources ne concordent pas non plus. D'après certains, les deux hommes sont tués à Laer (près de Steinfurt) et selon d'autres à Aplerbeke (près de Dortmund). Des études récentes affirment qu'ils auraient été tués dans un lieu de Rhénanie, situé au nord de Cologne.
Pépin de Herstal, fils de Charles Martel et duc d'Austrasie, ayant entendu parler des miracles autour de ces deux prêtres, fit enterrer les corps, où ils furent solennellement enchâssés dans l'église Saint-Cunibert de Cologne. Les têtes des martyrs furent données à Frédéric, évêque de Münster, par l'archevêque Annon de Cologne, lors de l'ouverture du reliquaire en 1074.
Ces reliques furent probablement détruites par les Anabaptistes en 1534.
Lorsque saint Norbert visita Cologne en 1121, il obtint deux petits récipients contenant les reliques de plusieurs saints, parmi lesquelles figuraient des os des saints Ewald. Ces derniers furent déposés soit à l'abbayé de Prémontré, soit à Floreffe, un monastère prémontré de la province de Namur.

Les deux Ewald sont vénérés comme patrons en Westphalie et sont mentionnés dans le Martyrologe romain le 3 octobre. Leur fête est célébrée dans les diocèses de Cologne et de Münster. Les Saxons furent finalement convertis au christianisme au VIIIe siècle sous Charlemagne.

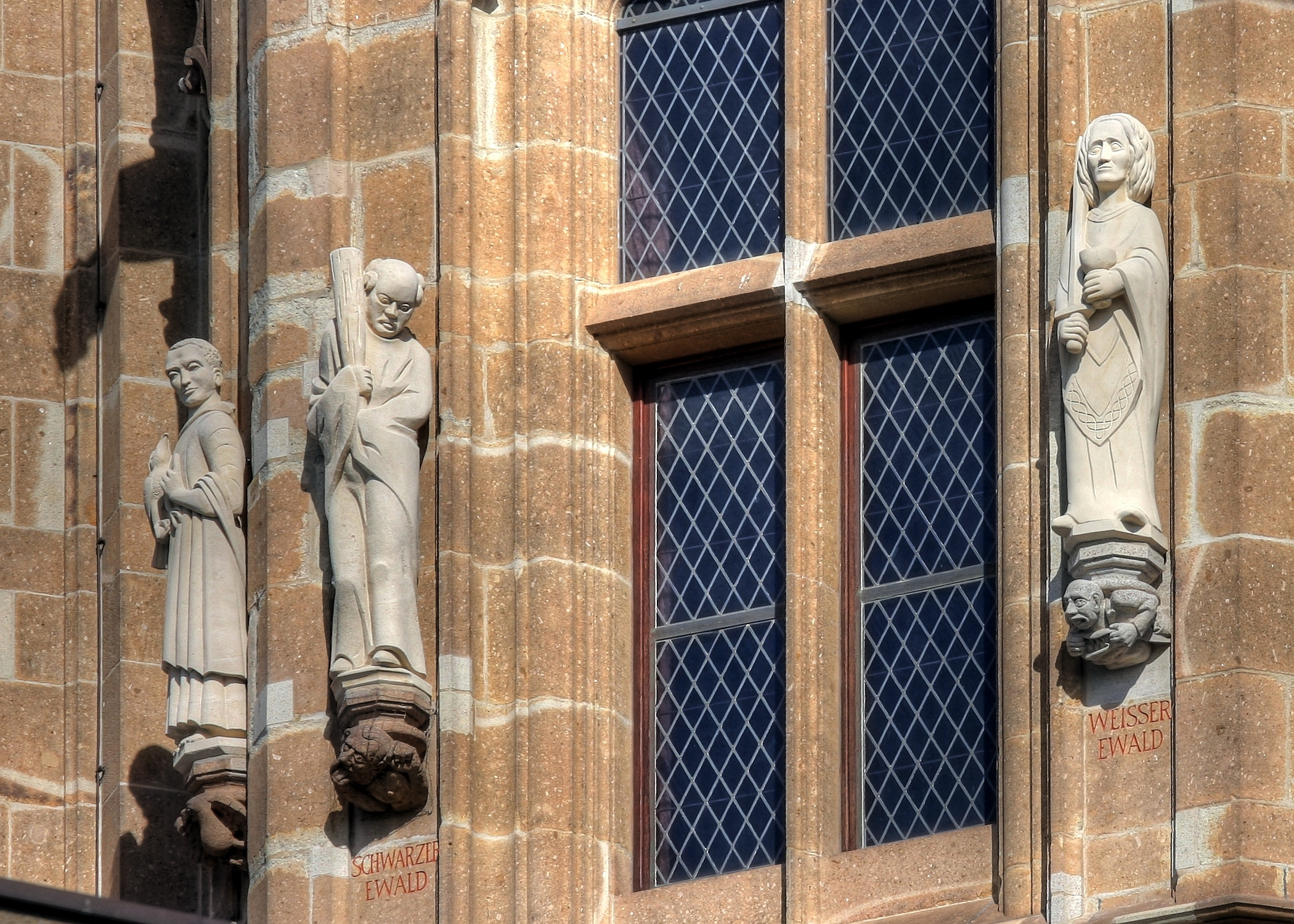
Tour de l'hôtel de ville de Cologne avec les figures d'Agilolf de Cologne, d'Ewald le Brun et d'Ewald le Blond.

Jusqu'au martyre de saint Boniface en 754, les Ewald furent les derniers missionnaires à être martyrisés dans cette région. Leurs décès étaient incontestablement dus à un manque de soutien des dirigeants séculiers :
« Ohne den fränkischen Schutz lebte ein Missionär nicht lange genug, um seine Lehre genauer zu erläutern » ("Sans la protection franque, un missionnaire ne vivait pas suffisamment longtemps pour expliquer sa doctrine en détail"), selon Franz Staab.
Druten, à l'est des Pays-Bas, possède une église dédiée aux Ewald, avec des statues des deux prêtres réalisées dans le studio Atelier Cuypers-Stoltzenberg, appartenant à Pierre Cuypers et F. Stoltzenberg.
Dans le cadre de la rénovation des sculptures de la tour de l'Hôtel de Ville de Cologne dans les années 1980, Ewald le Brun et Ewald le Blond ont été immortalisés sous forme de sculptures par Hans-Otto Lohrengel et Klaus Balke, au quatrième étage sur le côté sud de la tour.